# Gustav Heinemann
Pour les articles homonymes, voir Heinemann.
Gustav Heinemann (en allemand : /ˈɡʊs.taf ˈhaɪ̯.nə.man/ ), né le 23 juillet 1899 à Schwelm et mort le 7 juillet 1976 à Essen, est un homme d'État allemand. Ministre fédéral à plusieurs reprises, il est président de la République fédérale d'Allemagne entre 1969 et 1974.

## Biographie

### Avant-guerre
Gustav Heinemann est né en 1899 à Schwelm, en province de Westphalie. Il est l'aîné des trois enfants d'Otto Heinemann, alors fondé de pouvoir chez Krupp AG à Essen. Ses parents sont de tendance radicale-démocratique, libérale de gauche et patriote et n'appartenaient à aucune Église. Il fait ses études secondaires à Essen avant de servir comme soldat à la fin de la Première Guerre mondiale. Il ne sert toutefois que trois mois et ne connait pas le front. Blessé, il est en effet réformé.
Après la guerre, il étudie le droit, les sciences économiques et l'histoire à Münster, Marbourg, Munich, Göttingen et Berlin. Il obtient un premier doctorat en sciences politiques en 1922, puis un second en droit en 1929. Il est juriste aux Rheinische Stahlwerke de 1929 à 1949. De 1933 à 1939, il enseigne également le droit civil et le droit économique à l'Université de Cologne.
En 1926, il épouse Hilda Ordemann, sœur de la résistante Gertrud Staewen, avec qui il a trois filles (dont la théologienne Uta Ranke-Heinemann) et un fils.
Pendant ses études, il rencontre des personnes qui resteront ses amis durant toute sa vie comme l'économiste libéral Wilhelm Röpke, le syndicaliste Ernst Lemmer ou le marxiste Viktor Agartz. Comme son père, il est membre du Deutscher Monistenbund qui milite pour une large diffusion des connaissances scientifiques et qui est dissous par les Nazis en 1933. Durant ses études il milite également dans les groupes d'étudiants du Parti démocrate allemand (DDP). Le 19 mai 1920, il assiste à un discours d'Adolf Hitler et est sorti de la salle pour avoir réagi à ses propos antisémites. De 1930 à 1933, il est membre du Service populaire chrétien-social, un parti politique protestant conservateur, mais vote pour le Parti social-démocrate d'Allemagne (SPD) en 1933 pour contrer les Nazis.

### Engagement religieux
Durant la période nazie, il s'engage pour l'indépendance des Églises par rapport au pouvoir et plus particulièrement vis-à-vis des Chrétiens allemands, un mouvement raciste et antisémite au sein du protestantisme. Il travaille notamment sur la Déclaration de Barmen qui est l'un des actes fondateurs de l'Église confessante, un mouvement chrétien antinazi au sein de l'Église protestante du Reich. De 1936 à 1950, il est président de la Young Men's Christian Association (YMCA) d'Essen.
En octobre 1945, il cosigne avec d'autres membres du Conseil de l'Église protestante en Allemagne la Reconnaissance de culpabilité de Stuttgart (Stuttgarter Schuldbekenntnis), un document qui reconnaît la coresponsabilité des Églises dans le nazisme. Il est président du conseil de l'Église évangélique jusqu'en 1955 et en reste membre jusqu'en 1967. Il est également membre de la direction de l'Église évangélique de Rhénanie de 1949 à 1962 et préside les synodes de l'Église évangélique de 1949 à 1955.

### Carrière politique

#### Membre de la CDU
Gustav Heinemann est un des membres fondateurs de l’Union chrétienne-démocrate (CDU). Il est maire d'Essen dans l'immédiate après-guerre (1946-1949) et député à la Diète de Rhénanie-du-Nord-Westphalie de 1947 à 1950. Il est par ailleurs ministre de la Justice dans le gouvernement de ce Land, sous la direction de Karl Arnold, entre 1947 et 1948.
En 1949, il devient ministre fédéral de l’Intérieur dans le premier gouvernement du chancelier Konrad Adenauer.
À la fin du mois d'août 1950, les négociations secrètes que mène Adenauer pour une contribution allemande à une future armée européenne sont rendues publiques. Adenauer z notamment soumis au haut commissaire américain John McCloy un rapport proposant le réarmement de l'Allemagne sans en informer son gouvernement, ni le grand public. Lorsque Adenauer présente le document à son gouvernement, Gustav Heinemann annonce sa démission qui prend effet le 9 octobre 1950.

#### Fondateur de l'éphémère GVP
Il reprend alors ses activités d'avocat et crée un cabinet avec Diether Posser à Essen, où il s'engage notamment pour les objecteurs de conscience. En 1952, il quitte la CDU en raison de la poursuite des plans de réarmement et fonde la Notgemeinschaft für den Frieden Europas avec Helene Wessel, Margarete Schneider – la veuve de Paul Schneider, pasteur assassiné à Buchenwald –, Erhard Eppler, Robert Scholl et Diether Posser. Le Gesamtdeutsche Volkspartei (GVP, parti populaire pan-allemand) est rapidement issu de cette association. Le programme du GVP demande que l'Allemagne renonce à une armée de défense et observe une stricte neutralité entre l'OTAN et le bloc de l'Est, afin de faciliter une éventuelle réunification. Heinemann approuve en revanche la création d'une police fédérale.
Le 13 mars 1952, Heinemann fait un discours à Berlin Ouest à propos de la première des notes de Staline (Stalin-Noten) devant des milliers de spectateurs. Il demande que la proposition de Staline de créer une Allemagne réunifiée et neutre soit étudiée sérieusement. La CDU a appelé les Berlinois à protester et la salle est remplie de protestataires engagés pour l'empêcher de parler. Il réussit toutefois à les faire taire en leur demandant s'ils souhaitent vraiment que les journaux de Berlin Est titrent qu'il n'y a plus de liberté d'expression à Berlin Ouest et peut terminer son discours dans le calme.
Le GVP n'obtient toutefois que 1,2 % des voix aux élections de 1953 et Gustav Heinemann perd ainsi son mandat de député. Pendant les quatre années qui suivent, il réussit toutefois avec son parti à maintenir le débat sur le réarmement. En 1957, devant l'échec confirmé du GVP, il adhère au Parti social-démocrate (SPD).
Durant cette même année, il défend son ami Viktor Agartz dans un procès pour haute trahison; il défend également l'hebdomadaire Der Spiegel contre Franz Josef Strauss durant l'Affaire du Spiegel en 1962.

#### Député et ministre de la justice social-démocrate
Heinemann est élu député au Bundestag dès les élections de 1957 et devient membre du comité directeur du SPD l'année suivante, où il reste jusqu'en 1969. Il y représente l'aile sociale et radicale-démocratique du protestantisme allemand. En 1957 et 1958, il est l'un des principaux adversaires du projet de Konrad Adenauer et Franz Josef Strauss de doter l'armée allemande de l'arme nucléaire. Dans une intervention célèbre au Bundestag le 23 janvier 1958, il déplore l'échec de la politique d'Adenauer et l'accuse de tromper le peuple et de contourner tant son gouvernement que le parlement. Critiquant la reprise des valeurs chrétiennes occidentales, Heinemann revient sur une affirmation de Konrad Adenauer durant la campagne de 1957 où il avait affirmé que l'enjeu était de savoir si l'Europe et l'Allemagne allaient rester chrétiennes ou devenir marxistes, et réplique que le sujet n'est pas le christianisme contre le marxisme, mais de reconnaître que le Christ n'est pas mort contre Karl Marx, mais pour tout le monde. Cette intervention suscite de violentes réactions.
Il devient ministre fédéral de la justice le 1er décembre 1966 dans le gouvernement de grande coalition de Kurt Georg Kiesinger, sur proposition de Willy Brandt. Comme d'autres membres de ce gouvernement, il est favorable à une grande réforme du droit pénal. Disposant de deux projets de réforme, l'un plus conservateur datant de 1962, et l'un plus libéral datant de 1966, il réussit à faire passer nombre de propositions de la deuxième proposition. Il dépénalise notamment l'adultère et l'homosexualité, donne aux enfants illégitimes les mêmes droits qu'aux enfants légitimes. Il demande également - d'abord en vain - que les objecteurs de conscience ne soient plus condamnés à plusieurs reprises - ils étaient convoqués à plusieurs reprises et condamnés à chaque fois. Il ne parvient pas à imposer cette idée au sein du gouvernement, mais le Tribunal constitutionnel fédéral lui donne raison dans un jugement du 7 mars 1968.
Au début du mois d'avril 1968, il publie un article sur les droits humains dans le journal du SPD Die neue Gesellschaft où il demande davantage de droits sociaux, économiques et culturels pour la population afin de répondre aux demandes des étudiants et de mettre fin à la tradition germanique d'État autoritaire. Deux jours après l'attentat contre le chef de l'opposition extra-parlementaire Rudi Dutschke le 11 avril 1968, le chancelier Kiesinger traite les étudiants protestataires de "forces militantes d'extrême-gauche" et les rend indirectement responsables de l'attentat. Heinemann réagit par une déclaration où il renvoie dos à dos la frange des étudiants prête à la violence et le chancelier Kiesinger. Il défend le droit de manifester que des voix au sein de la CDU avaient appelé à limiter. Des membres de l'Opposition extra-parlementaire lui sont reconnaissants d'avoir apaisé la situation.
À la surprise de ses partisans, Gustav Heinemann soutient toutefois l'introduction de l'État d'urgence dans la constitution fédérale le 10 mai 1968, alors qu'elles étaient rejetées fermement par les mouvements étudiants et par une partie des syndicats. Ces opposants craignent que de futurs gouvernement puissent décréter l'État d'urgence sans véritables motifs. Gustav Heinemann préfère que la procédure de mise en place de l'État d'urgence soit décrite par la loi, plutôt qu'un futur gouvernement n'agisse sans aucune base législative comme cela a été durant la République de Weimar.

#### Président de la République
Lorsque le SPD affirme pour la première fois ses prétentions au poste de président de la RFA en 1967, personne ne pense à Gustav Heinemann. Le président du SPD Willy Brandt ne pense à lui qu'en 1969, parce qu'il rejoint la jeune génération et notamment le mouvement estudiantin sur les questions de démocratisation de la société et des institutions. Les perspectives de succès d'Heinemann s'améliorent lorsque la CDU choisit comme candidat le conservateur Gerhard Schröder, préféré au libéral Richard von Weizsäcker. Le FDP, pour sa part, évite toute prise de position.
L'élection a lieu le 5 mars 1969. Lors du premier tour, Heinemann obtient 513 voix sur 1036, puis 511 au deuxième tour. Gerhard Schröder en obtient 507. Il l'emporte finalement au troisième tour, où la majorité absolue n'est plus nécessaire, par 512 voix contre 506 à Gerhard Schröder. Les voix du FDP, qui se portent majoritairement sur Heinemann, sont déterminantes. Pour le social-démocrate Carlo Schmid, cette élection permet de lever les dernières réticences des Allemands sur la capacité de gouverner du SPD et facilite la victoire sociale-démocrate de l'automne 1969.
Durant son mandat, il critique fréquemment les lacunes du système et encourage les initiatives des citoyens en renforçant des instruments plébiscitaires. En raison de ses prises de positions, certains conservateurs le surnomment "APO-Opa", le grand-papa de l'opposition extra-parlementaire. Poursuivant son engagement pacifiste, il soutient fortement la Société allemande pour la recherche sur la paix et la résolution des conflits (Deutsche Gesellschaft für Friedens- und Konfliktforschung) qui reçoit un soutien financier de l'État. Ce soutien est supprimé en 1983 lorsque la CDU revient au pouvoir.
Les attentats de la Fraction armée rouge le préoccupent beaucoup. Il condamne fermement les attentats, soulignant que "les anarchistes sont les meilleurs aides des réactionnaires", mais met également en garde le gouvernement contre des réactions disproportionnées.
Durant son mandat, il assouplit le protocole, invite des ouvriers et des employés lors des traditionnelles réceptions de fin d'année et autorise les invités à être accompagnés même s'ils ne sont pas mariés.
À l'issue de son mandat de cinq ans, il refuse de solliciter à nouveau les suffrages du Bundesversammlung pour des raisons de santé, alors qu'il était pourtant assuré d'une réélection aisée. Le libéral Walter Scheel lui succède. Lors de son départ, il refuse la traditionnelle cérémonie militaire (Grossen Zapfenstreich).

### Divers
Gustav Heinemann reste pendant trente ans le seul président fédéral social-démocrate, jusqu'à l'élection en 1999 de son ancien camarade du GVP, Johannes Rau, qui est également l'époux de sa petite-fille.
La propre fille de Heinemann, Uta Ranke-Heinemann, s'est aussi portée candidate lors de cette élection avec le soutien du PDS, sans succès.